# Mijanou Bardot
Mijanou Bardot, nascida Marie-Jeanne Bardot (Paris, 5 de Maio de 1938) é uma ex-atriz, escritora e empresária francesa, mais conhecida por ser irmã de Brigitte Bardot.
Durante os anos 1950 e 1960, Mijanou fez algumas participações em filmes na Europa e nos Estados Unidos, entre eles Sex Kittens Go to College com Mamie Van Doren e La Collectionneuse, de Éric Rohmer.
Em 1970, ela encerrou sua carreira de atriz e mudou-se definitivamente para os Estados Unidos, onde se tornou designer de móveis e fundou sua própria empresa em 1979, a Espace Loggia.
Mijanou é casada com o ator belga Patrick Bauchau desde 1962. Os dois tiveram uma filha (Camille Bauchau) e vivem em Los Angeles.

## Ligações Externas
- Mijanou Bardot no IMDb